# Basan (regiune)

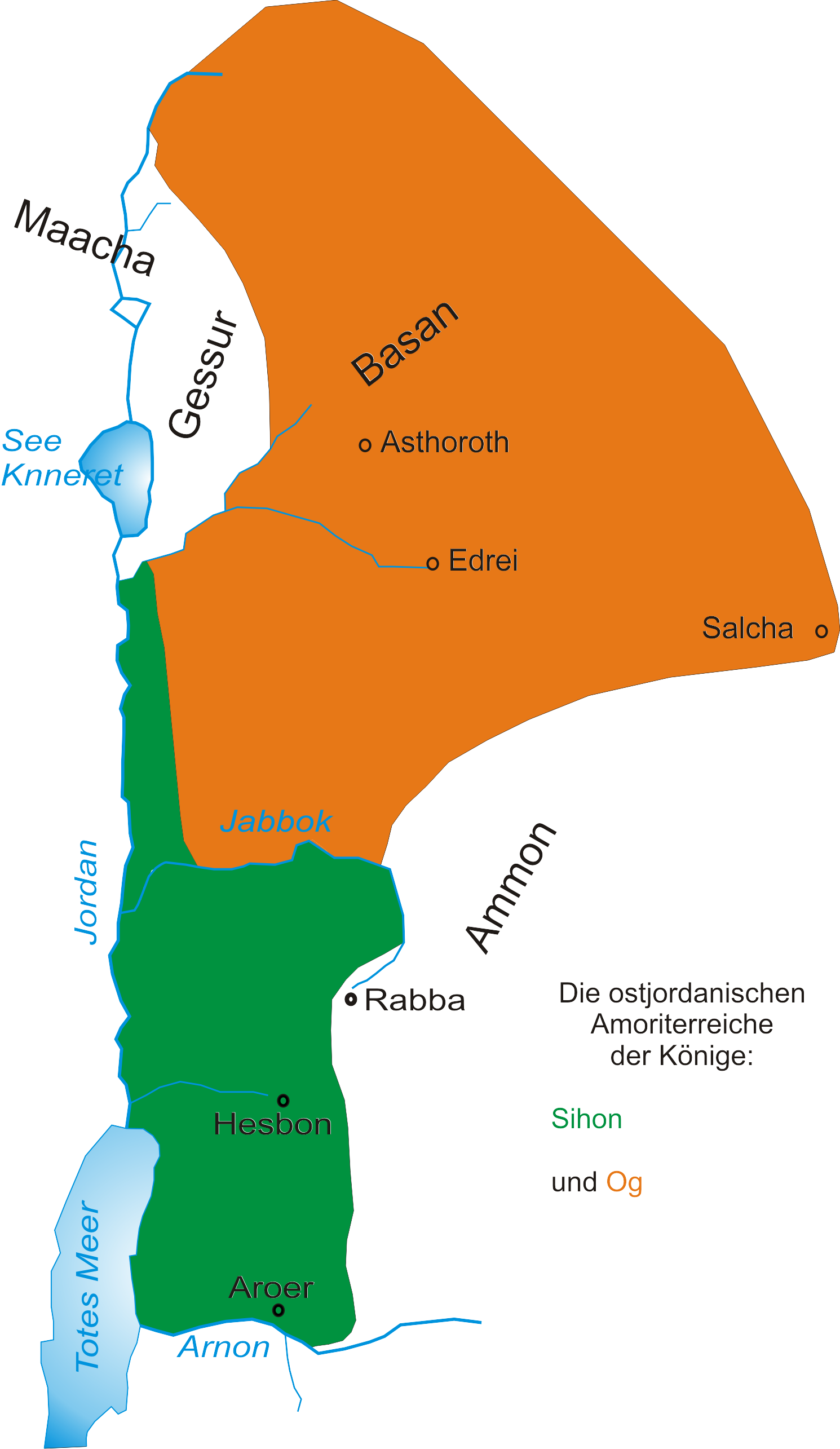

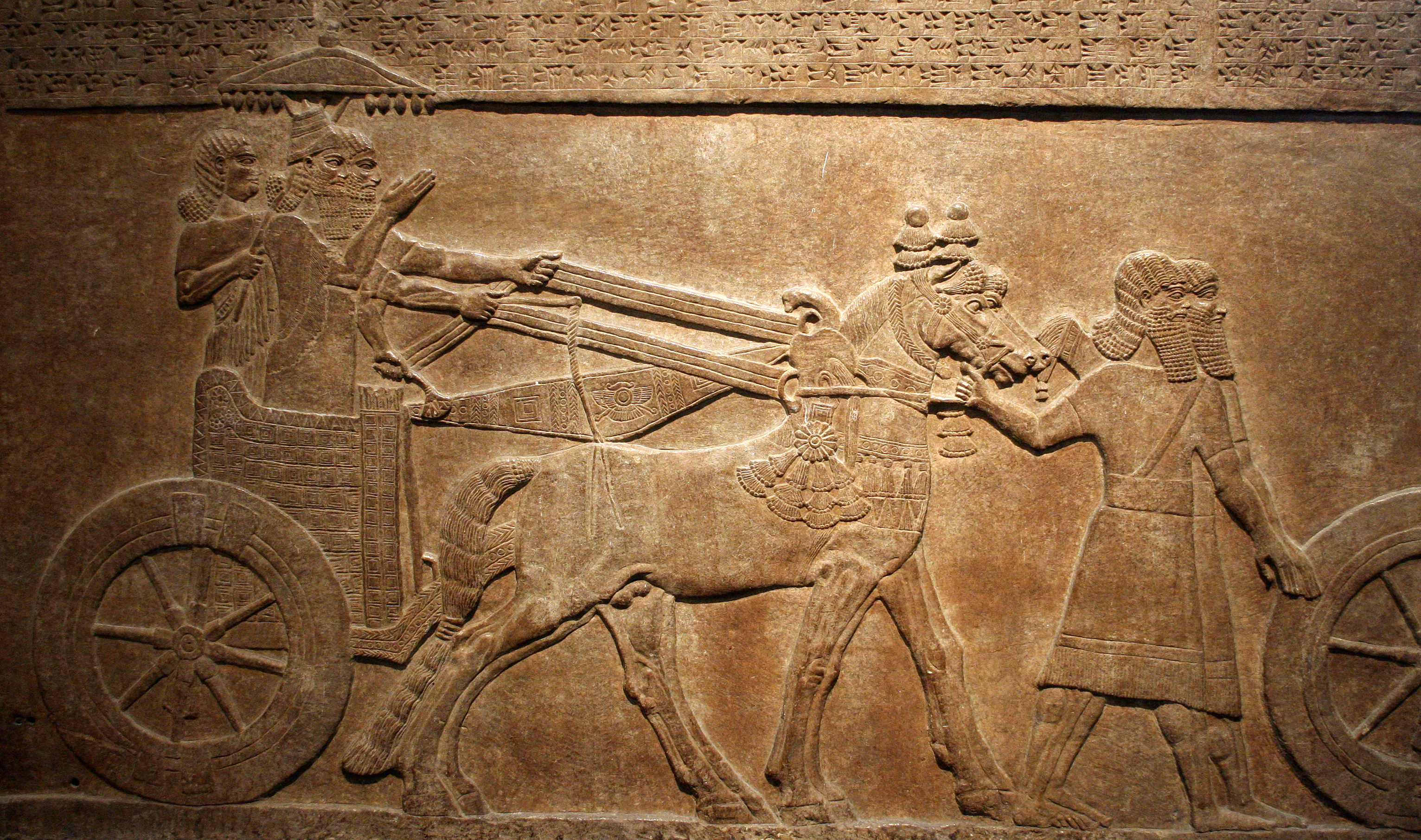
Capturarea orașului „Astartu” (despre care se crede că ar fi Ashteroth din țara regelui Og al Basanului, la est de râul Iordan), de către regele asirian Tiglatpalasar al III-lea în jurul anilor 730–727 î.Hr., așa cum este reprezentată pe un altorelief din palat, care este expus acum la British Museum.

Basan, alternativ Vasan, (/ˈbeɪʃən/; în ebraică הַבָּשָׁן, transliterat: ha-Bashan; în latină Basan sau Basanitis) este un termen pentru regiunea cea mai nordică a Transiordaniei, care se află astăzi pe teritoriul Siriei. Biblia ebraică o menționează mai întâi în paragraful Numerii 21:33, în care Og, regele Basanului, a ieșit cu trupe împotriva israeliților în vremea intrării lor în Țara Făgăduinței, dar a fost învins în luptă (Numerii 21:33–35; Deuteronomul 3:1–7). Împreună cu jumătate din regiunea Galaad a fost dată unei jumătăți a tribului lui Manase (Cartea lui Iosua Navi 13:29–31). Potrivit cărții lui Iosua, Golan, unul din orașele sale, a devenit un oraș levitic și un oraș de refugiu (Cartea lui Iosua Navi 21:27).
O ALTA MENTIUNE A MUNTELUI BASAN SE GASESTE IN PSALMUL 68:15 ("muntii Basanului" apare de 2 ori in acelasi verset)

Potrivit Torei, israeliții au invadat Basanul și l-au cucerit de la amoriți. Deuteronomul 3:1–7 spune:
Ne-am întors apoi de acolo și am mers către Vasan, însă ne-a ieșit înainte cu război Og, regele Vasanului, la Edrei, cu tot poporul său. Dar Domnul mi-a zis: Nu te teme de el, căci îl voi da în mâinile tale pe el și tot poporul lui și tot pământul lui, și vei face cu el ce-ai făcut cu Sihon, regele Amoreilor, care a trăit în Heșbon. Domnul Dumnezeul nostru a dat în mâinile noastre și pe Og, regele Vasanului, cu tot poporul lui, și noi l-am bătut, încât nimeni de la ei n-a rămas viu. În vremea aceea am luat toate cetățile lui, că n-a fost cetate pe care să n-o luăm de la ei. Am luat șaizeci de cetăți, toată latura Argob, țara lui Og al Vasanului. Toate cetățile acestea erau întărite cu ziduri înalte, cu porți și cu încuietori, afară de cetățile neîntărite care erau foarte multe. Și le-am nimicit, cum făcusem și cu Sihon, regele Heșbonului, pierzând fiecare cetate cu bărbați, femei și copii. Iar toate vitele și cele jefuite prin cetăți ni le-am luat ca pradă.
Argob din Basan era unul dintre ținuturile administrative ale lui Solomon (Cartea a treia a Regilor 4:13). Orașele Basanului au fost luate de Hazael (Cartea a patra a Regilor 10:33), dar au fost recucerite după scurt timp de Ioaș (Cartea a patra a Regilor 13:25), care i-a biruit pe sirieni în trei bătălii, potrivit profeției lui Elisei (Cartea a patra a Regilor 13:19). Din acest moment, Basan aproape că dispare din istorie, deși continuă să existe mențiuni cu privire la vitele sălbatice de pe pășunile sale bogate (Iezechiel 39:18; Psalmii 1:21:12), la stejarii din pădurile sale (Isaia 2:13; Iezechiel 27:6; Zaharia 11:2), la frumusețea câmpiilor sale vaste (Amos 4:1; Ieremia 50:19) și la măreția aspră a munților ei (Psalmii 2:67:16). La scurt timp după cucerire, numele „Galaad” a fost dat întregii țări aflate dincolo de râul Iordan.